# LE SSERAFIM
르세라핌(LE SSERAFIM, 일본어: ル・セラフィム)은 대한민국의 5인조 다국적 걸 그룹으로, 하이브 산하 레이블인 쏘스뮤직에 소속하고 있다.
그룹명은 I'm fearless라는 영어 문장을 어구전철(애너그램)로 재조합한 것으로서 히브리어로 치천사를 의미하기도 한다.
멤버중에는 AKB48 자매그룹인 HKT48 출신의 사쿠라와 김채원이 아이즈원 출신이다.

## 활동

### 데뷔 이전
김채원(YG엔터테인먼트의 첫 연습생)은 2013년 iKON(아이콘)의 동생 바비와 함께 K팝스타3에 참여했다.김채원, 사쿠라, 허윤진 모두 데뷔 4년 전인 2018년 여름 PRODUCE 48에 참가하여 허윤진은 탈락하고 김채원과 사쿠라는 아이즈원으로 활동했다. 홍은채는 데프 실용음악학원에서 댄스를 배운 경험이 있다. 카즈하는 네덜란드에서 생활을 했으며 15년동안 발레를 했다.

### 2022년
5월 2일, 첫 번째 미니 앨범 《FEARLESS》를 발매하며 정식 데뷔했다.
그런데, 데뷔 전 네이트판에 멤버 김가람이 과거 학교폭력을 일삼았다는 주장이 게시되었고, 논란이 확산되었다. 쏘스뮤직의 모기업 하이브는 반박문 발표 등 방어를 시도하였으나, 결국 데뷔 3주 만에 김가람의 활동을 중단시키고 나머지 멤버 5명으로 팀 활동을 이어가도록 했다. 7월 20일, 결국 쏘스뮤직은 김가람과의 계약을 해지했고 김가람은 팀에서 탈퇴했다.
10월 17일, 두 번째 미니 앨범 《ANTIFRAGILE》를 발매하며 5인 체제로 개편하였다.

### 2023년
1월 25일, 첫 번째 싱글 앨범 《FEARLESS》를 발매하며 일본에서 데뷔했다.
5월 1일, 첫 번째 정규 앨범 《UNFORGIVEN》을 발매하고 컴백했다.
8월 23일, 두 번째 싱글 앨범 《UNFORGIVEN》을 발매하고 일본에서 컴백했다.
10월 27일, 첫 번째 디지털 싱글 영어 앨범 《Perfect Night》을 발매하고 컴백했다.
12월 11일, 세 번째 싱글 앨범 《CRAZY》을 발매하고 일본에서 컴백했다.

### 2024년
2월 19일, 세 번째 미니 앨범 《EASY》을 발매하고 컴백했다.
8월 30일, 네 번째 미니 앨범 《CRAZY》을 발매하고 컴백했다.

### 2025년
3월 14일, 다섯 번째 미니 앨범 《HOT》을 발매하고 컴백했다.
6월 24일, 네 번째 싱글 앨범 《DIFFERENT》을 발매하고 일본에서 컴백했다.
9월, 데뷔 이후 3일 뉴어크, 5일 시카고, 8일 그랜드 프레리, 12일 잉글우드, 14일 샌프란시스코, 17일 시애틀, 20일 라스베이거스, 23일 멕시코 시티 등 첫 북미 투어를 진행한다.
11월, 데뷔 이후 처음으로 도쿄 돔에서 단독콘서트를 진행한다.

## 구성원
| 이름   | 소개 |
| ------ | --- |
| 김채원 | - 생년월일: 2000년 8월 1일(24세) - 출생지: 대한민국 서울특별시 강남구 개포동 - 국적: 대한민국 - 포지션: 리더 - 활동기간 : 2022년 5월 2일 ~ 현재 - 특이사항 : 아이즈원의 전멤버                           |
| 사쿠라 | - 본명 : 미야와키 사쿠라 - 생년월일: 1998년 3월 19일(27세) - 출생지: 일본 가고시마현 가고시마시 - 국적: 일본 - 활동기간 : 2022년 5월 2일 ~ 현재 - 특이사항 : AKB48의 자매그룹인 HKT48, 아이즈원의 전멤버 |
| 허윤진 | - 본명 : 제니퍼 허(Jennifer Huh) - 생년월일: 2001년 10월 8일(23세) - 국적: 미국 - 출생지: 대한민국 서울특별시 강남구 - 활동기간 : 2022년 5월 2일 ~ 현재                                                  |
| 카즈하 | - 본명: 나카무라 카즈하 - 생년월일: 2003년 8월 9일(21세) - 국적: 일본 - 출생지: 일본 오사카부 오사카시 - 활동기간 : 2022년 5월 2일 ~ 현재                                                                |
| 홍은채 | - 생년월일: 2006년 11월 10일(18세) - 출생지: 대한민국 서울특별시 성동구 성수동 - 국적: 대한민국 - 활동기간 : 2022년 5월 2일 ~ 현재                                                                       |

### 이전 구성원
| 이름   | 소개 |
| ------ | --- |
| 김가람 | - 생년월일: 2005년 11월 16일(19세) - 출생지: 대한민국 서울특별시 구로구 개봉동 - 국적: 대한민국 - 활동기간 : 2022년 5월 2일 ~ 2022년 7월 20일 |

## 논란
데뷔 이전, 김가람에 대해 중학교 재학 중에 저지른 학교폭력과 성적(性的)인 단어나 표현 등을 사용하는 등의 문란한 생활을 했다는 폭로가 네이트판에 등장했다. 그 중에서 인터넷에 공개된 사실에 따르면, 김가람은 남성의 생식기와 성행위를 연상시키는 그림과 글을 학교 칠판에 분필로 그렸고 성적인 언행을 SNS에서 했다는 것이다. 그러나 하이브 측에 따르면, 김가람 또한 피해자였다고 주장하지만, 학교폭력 의혹제기에 대해서만은 현재 목격자, 피해자 이야기가 많이 나오는 상황이며, 소속사는 확인 중이라고 입장 표명을 하였고, 폭로자에 대한 법적 대응을 할 계획이라고 했다.
결국 2022년 7월 20일, 쏘스뮤직은 김가람과의 계약을 해지했다. 그 이후로 잘 지내고 있단 소문으로 몇몇 네티즌들이 분노했다. 한편으론 응원해주는 사람들도 있었다고 한다.

## 음반 목록

### 정규
- 2023년 5월 1일 《UNFORGIVEN》

### 미니
- 2022년 5월 2일 《FEARLESS》
- 2022년 10월 17일 《ANTIFRAGILE》
- 2024년 2월 19일 《EASY》
- 2024년 8월 30일 《CRAZY》
- 2025년 3월 14일 《HOT》

### 디지털 싱글
영어
- 2023년 7월 6일 《이브, 프시케 그리고 푸른 수염의 아내 (English Ver.)》
- 2023년 10월 27일 《Perfect Night》
- 2024년 2월 23일 《EASY (English ver.)》
- 2025년 3월 17일 《HOT (English ver.)》
- 2025년 6월 13일 《DIFFERENT (English ver.)》

### 싱글
일본
- 2023년 1월 25일 《FEARLESS (Japanese ver.)》
- 2023년 8월 23일 《UNFORGIVEN (Japanese ver.)》
- 2024년 12월 11일 《CRAZY (Japanese ver.)》
- 2025년 6월 24일 《DIFFERENT》

## 음반 외 목록

### 텔레비전 프로그램
- 2022년 JTBC 《아는형님》 - 게스트 (사쿠라, 김채원)
- 2022년 KBS2 《신상출시 편스토랑》- 게스트 (사쿠라, 김채원, 허윤진,홍은채)
- 2022년 tvN • 유튜브 《출장 십오야》- 맴버 전원
- 2022년 10월 21일 KBS2 《슈퍼맨이 돌아왔다》- (사쿠라, 홍은채,카즈하)
- 2022년 10월 22일 tvN 《놀라운 토요일》제235회 - 게스트 (사쿠라, 김채원, 허윤진)
- 2022년 12월 15일 유튜브 《선미의 SHOW 터뷰》- 게스트
- 2023년 4월 29일  JTBC 《아는형님》 - 게스트
- 2023년 7월 27일 tvN 《댄스가수 유랑단》- 게스트
- 2024년  KBS2 《이효리의 레드카펫》- 맴버 전원
- 2024년 2월 24일 tvN 《놀라운 토요일》- 게스트(김채원,홍은채)
- 2024년  MBC 《전지적 참견 시점》- 맴버 전원
- 2024년 SBS 《런닝맨》 -  (사쿠라, 김채원, 카즈하)

## 수상 목록

### 가요 프로그램 1위
| 연도             | 수상 내역 (총 35회) |
| ---------------- | --- |
| 2022년 (총 9회)  | - FEARLESS (총 4회) - 5월 10일 SBS MTV 《더 쇼》 더 쇼 초이스 - 5월 13일 KBS2 《뮤직뱅크》 K-Chart 1위 - 5월 17일 SBS MTV 《더 쇼》 더 쇼 초이스 (2주 연속) - 6월 1일 MBC M 《쇼 챔피언》 챔피언송 - ANTIFRAGILE (총 5회) - 11월 4일 KBS2 《뮤직뱅크》 K-Chart 1위 - 11월 11일 KBS2 《뮤직뱅크》 K-Chart 1위 (2주 연속) - 12월 3일 MBC 《쇼 음악중심》 1위 - 12월 10일 MBC 《쇼 음악중심》 1위 (2주 연속) - 12월 17일 MBC 《쇼 음악중심》 1위 (3주 연속) |
| 2023년 (총 9회)  | - UNFORGIVEN (feat. Nile Rodgers) (총 6회) - 5월 9일 SBS M 《더 쇼》 더 쇼 초이스 - 5월 10일 MBC M 《쇼 챔피언》 챔피언송 - 5월 11일 Mnet 《엠카운트다운》 1위 - 5월 12일 KBS2 《뮤직뱅크》 K-Chart 1위 - 5월 13일 MBC 《쇼 음악중심》 1위 - 5월 14일 SBS 《SBS 인기가요》1위 - 이브, 프시케 그리고 푸른 수염의 아내 (총 1회) - 7월 16일 SBS 《SBS 인기가요》1위 - Perfect Night (총 2회) - 12월 9일 MBC 《쇼 음악중심》 1위 - 12월 16일 MBC 《쇼 음악중심》 1위 (2주 연속) |
| 2024년 (총 14회) | - Easy (총 9회) - 2월 28일 MBC M 《쇼 챔피언》 챔피언송 - 2월 29일 Mnet 《엠카운트다운》 1위 - 3월 1일 KBS2 《뮤직뱅크》 K-Chart 1위 - 3월 2일 MBC 《쇼 음악중심》 1위 - 3월 3일 SBS 《SBS 인기가요》1위 - 3월 7일 Mnet 《엠카운트다운》 1위 (2주 연속) - 3월 10일 SBS 《SBS 인기가요》 1위 (2주 연속) - 3월 14일 Mnet 《엠카운트다운》 1위 (트리플 크라운) - 3월 15일 KBS2 《뮤직뱅크》 K-Chart 1위 (통산 2주) - Crazy (총 5회) - 9월 11일 MBC M 《쇼 챔피언》 1위 - 9월 12일 Mnet 《엠카운트다운》 1위 - 9월 15일 SBS 《SBS 인기가요》1위 - 9월 19일 Mnet 《엠카운트다운》 1위 (2주 연속) - 9월 26일 Mnet 《엠카운트다운》 1위 (트리플 크라운) |
| 2025년 (총 4회)  | - Hot (총 4회) - 3월 21일 KBS2 《뮤직뱅크》 K-Chart 1위 - 4월 6일 SBS 《SBS 인기가요》 1위 - 4월 20일 SBS 《SBS 인기가요》 1위 (2주 연속) - 5월 10일 MBC 《쇼 음악중심》 1위 |

### 시상식
- 2022년 2022 K 글로벌 하트 드림 어워즈 K 글로벌 슈퍼루키상
- 2022년 2022 K 글로벌 하트 드림 어워즈 K 글로벌 베스트 뮤직비디오상
- 2022년 더 팩트 뮤직 어워즈 넥스트 리더상
- 2022년 멜론 뮤직 어워즈 베스트 여자 퍼포먼스상
- 2022년 멜론 뮤직 어워즈 핫 트렌드상
- 2022년 엠넷 아시안 뮤직 어워즈 페이보릿 뉴 아티스트상
- 2022년 아시아 아티스트 어워즈 베스트 뮤지션상
- 2022년 아시아 아티스트 어워즈 가수 부문 여자 신인상
- 2023년 골든 디스크 시상식 여자 신인상
- 2023년 제32회 하이원 서울가요대상 여자 신인상
- 2023년 써클차트 뮤직 어워즈 올해의 가수상 (디지털음원 부문 5월)
- 2023년 써클차트 뮤직 어워즈 올해의 가수상 (디지털음원 부문 10월)
- 2023년 엠넷 아시안 뮤직 어워즈 페이보릿 댄스 퍼포먼스 여자 그룹상
- 2023년 제15회 멜론뮤직어워즈 TOP 10
- 2023년 제15회 멜론뮤직어워즈 밀리언스 TOP 10
- 2023년 아시아 아티스트 어워즈 아시아 셀러브리티상
- 2023년 아시아 아티스트 어워즈 베스트 퍼포먼스상
- 2023년 아시아 아티스트 어워즈 가수 부문 베스트 아티스트상
- 2024년 제38회 골든디스크 시상식 음반 부문 본상
- 2024년 제38회 골든디스크 시상식 디지털 음원 부문 본상
- 2024년 써클차트 뮤직 어워즈 유니크 리스너 부문 올해의 가수상
- 2024년 써클차트 뮤직 어워즈 써클지수 부문 올해의 가수상
- 2024년 31주년 한터뮤직어워즈 2023 올해의 아티스트 본상
- 2024년 2024 K월드 드림 어워즈 K월드 드림 베스트 음원상
- 2024년 아시아 아티스트 어워즈 가수 부문 베스트 아티스트상
- 2024년 아시아 아티스트 어워즈 베스트 뮤직비디오상
- 2024년 아시아 아티스트 어워즈 대상 올해의 퍼포먼스상
- 2025년 골든디스크 시상식 골든디스크 인기상
- 2025년 골든디스크 시상식 베스트 그룹상
- 2025년 한터뮤직어워즈 올해의 아티스트 본상